# 카렐 라이스

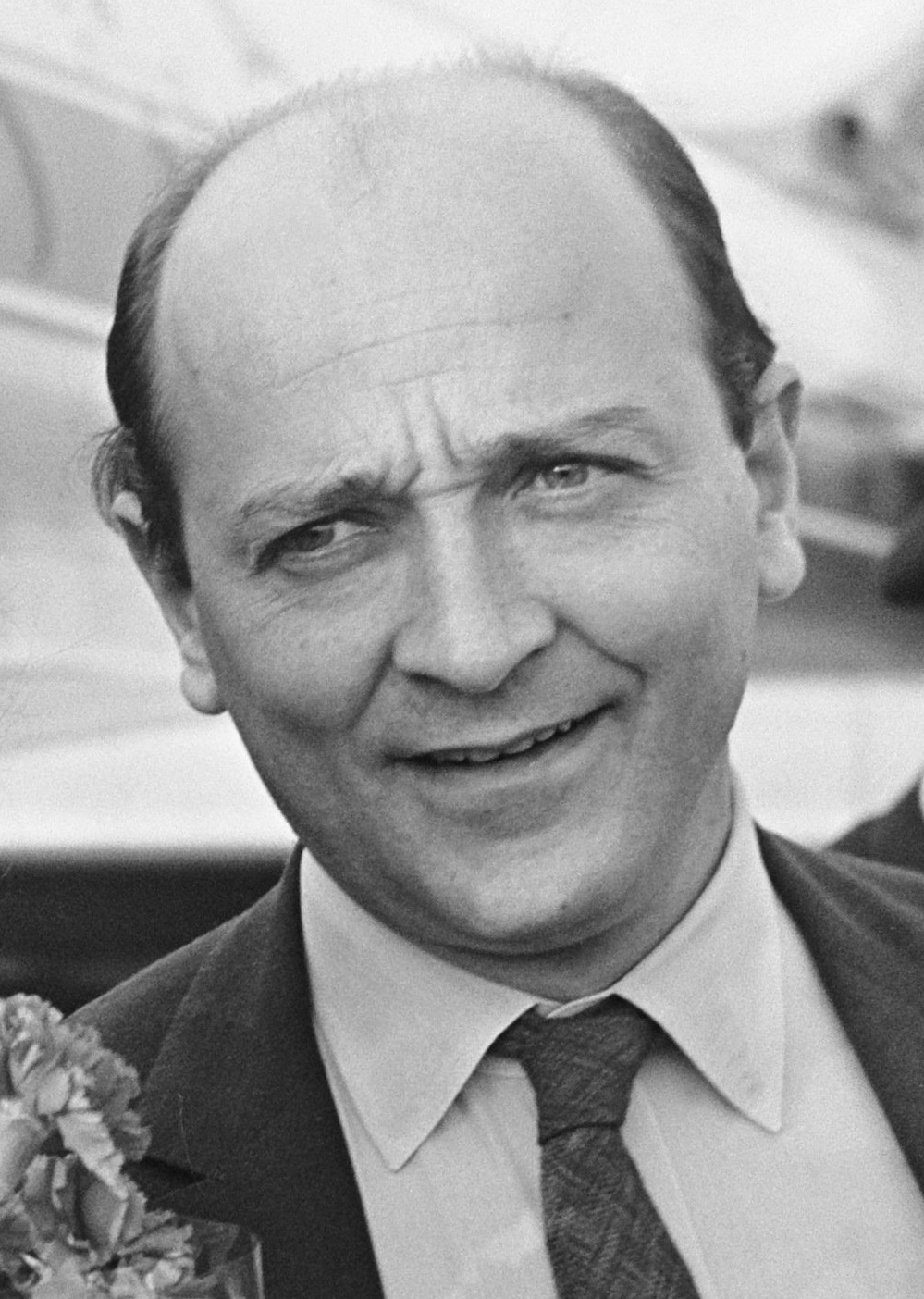

카렐 라이스(Karel Reisz, 1926년 7월 21일 ~ 2002년 11월 25일)은 체코 슬로바키아 출신의 영국의 영화 감독이다.